# Espluga del Canalot
L'Espluga del Canalot és una cavitat del terme de Conca de Dalt, al Pallars Jussà, dins de l'antic terme d'Hortoneda de la Conca, en territori de l'antic poble d'Herba-savina.
Està situada a la paret de la Serra de Pessonada al nord-oest d'Herba-savina, a prop i a llevant del Forat Negre, a migdia de la Tuta i a ponent de l'Espluga del Josep.